# Upward Sun River
Upward Sun River o Xaasaa Na'  es un sitio arqueológico del Pleistoceno tardío asociado con la tradición paleo-ártica, ubicado en el valle del río Tanana, Alaska (Estados Unidos). Data de alrededor de 11.500 AP, Es el sitio de los restos humanos más antiguos que se haya descubiertos hasta ahora en el lado americano de Beringia.
El sitio fue descubierto en 2006. En la primera excavación en 2010 se hallaron los restos cremados de un niño de 3 años. Los arqueólogos se refieren a él como USR3. Los investigadores no pudieron recuperar su ADN.
En una excavación de 2013 los investigadores descubrieron los restos de dos bebés de sexo femenino en una capa directamente debajo del individuo incinerado. Las dos estaban cubiertas de ocre rojo y enterradas juntas en un pozo de sepultura, con objetos funerarios, que incluyen cuatro varillas de asta decoradas, dos puntas de dardos líticas y bifaces. Los arqueólogos se refieren a ellas como USR1 y USR2.
Uno de los individuos (USR2) era un feto, posiblemente muerto de 30 semanas de gestación, mientras que el otro (USR1) era un bebé de 6 a 12 semanas. Sus dientes muestran características más similares a las que se encuentran en los nativos americanos y los asiáticos del noreste.

## Arqueogenética
En 2015, los investigadores pudieron extraer el genoma mitocondrial completo de las dos bebés hallados en 2013. En 2018, los investigadores secuenciaron con éxito el ADN nuclear del hueso petroso de ambos individuos, obteniendo una alta cobertura de USR1 y baja cobertura de USR2. Según el análisis osteológico anteriormente se pensaba que los dos bebés eran mujeres, evaluación que se corroboró con la evidencia del análisis de ADN.
El análisis de ADN nuclear sugiere que USR1 y USR2 estaban estrechamente relacionadas, probablemente de medio hermanas a primas hermanas. Sin embargo, el análisis de ADN mitocondrial muestra que las dos bebés no eran hijas de la misma madre. Los dos bebés tienen linajes de ADNmt que solo se encuentran en las Américas. [10] USR1, el bebé de 6 a 12 semanas de edad, proviene de C1b. [10] El bebé prenatal, USR2, lleva un linaje basal de Haplogroupo B2 que también coincide con el individuo de Trial Creek Cave; Este linaje de ADNmt específico es diferente del linaje B2 derivado que generalmente se encuentra en las Américas.
Se cree que USR1 es representativo de una población antigua hipotética conocida como antiguos beringianos, que incluye también al individuo de 9.000 años de Trail Creek Cave. Este agrupamiento genético se corresponde con la evidencia arqueológica, ya que el sitio de Upper Sun River y la cueva Trail Creek, a pesar de estar ubicados a más de 750 km (466 millas) de distancia, comparten similitudes en la tecnología de artefactos. Según el análisis de ADN de USR1, se supone que los antiguos beringianos se separaron de los asiáticos orientales hace unos 36.000 años, con un flujo continuo de genes hasta hace unos 25,000 años. También se cree que los antiguos beringianos se separaron de los antepasados de los nativos americanos hace aproximadamente 22.000 a 18.100 años.